# Haven van Boekhoute
De aanduiding haven van Boekhoute is gebruikt voor een opvolgende reeks voormalige vissershavens in of nabij het Belgische dorp Boekhoute dat gelegen is in het Meetjesland, nabij de Nederlandse grens. Momenteel is het een wijk (buurtschap) op de plaats waar de zestiende-eeuwse haven gelegen was.

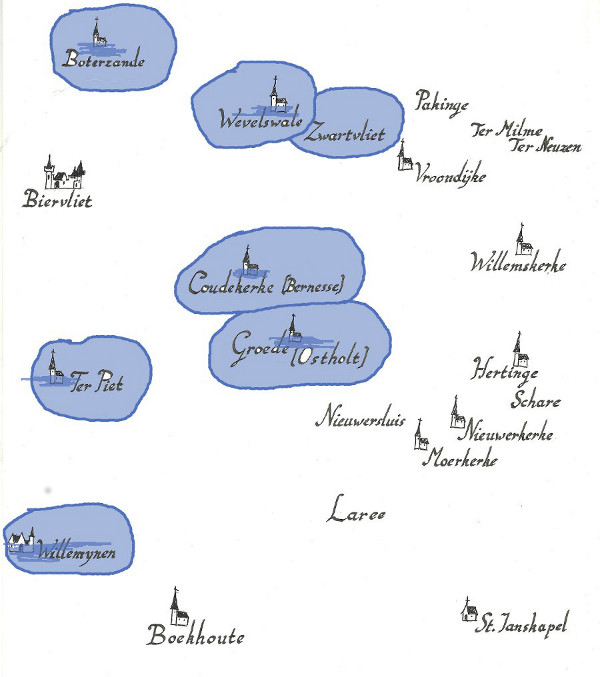
overzicht van de dorpjes die verdronken bij de stormvloed van 1375

## Ontstaan
Hoewel Boekhoute reeds vroeg in de middeleeuwen bestond, duurde het tot laat in de veertiende eeuw voordat er een haven ontstond. Boekhoute was het meest westelijke van de Vier Ambachten en bestond naast de hoofdplaats uit verschillende kleine dorpjes van Oosteeklo in het zuiden tot aan de plaats waar later de Westerschelde zou ontstaan. In het noorden van het ambacht bestond een vrij grote getijdengeul van waaruit op 8 oktober 1375 een rampzalige stormvloed een groot deel van het ambacht overstroomde. Verschillende dorpen en het Wilhelmietenklooster gingen ten onder en de Braakman groeide uit tot een ware binnenzee. Het water kwam tot aan het dorp Boekhoute, maar doordat dit 
op een zandrug ligt, bleef het droog.

## Verplaatsing
Kort daarop werd een dijk aangelegd om nieuwe overstromingen tegen te gaan. Op de plek waar deze dijk het dorp passeert ontstond de eerste haven van Boekhoute. Hoelang die haven gebruikt werd is niet geweten, maar in de loop van de vijftiende eeuw is hij verplaatst naar een locatie 800 meter ten noorden van het dorp. Uit die periode is de verkoop gekend van de rechten op het heffen van tol op de aanvoer van kaakharing.
In het jaar 1503 werd de Laurijnepolder ingedijkt door Hiëronymus Lauweryn, zodat de haven opnieuw moest verplaatst worden, terug een stuk noordwaarts, nu op anderhalve kilometer van het dorp. Deze wijk draagt nog steeds de naam ‘Haven’.
Op het einde van de zestiende eeuw kregen de Boekhoutenaars af te rekenen met de opstand tegen de Spaanse koning (Tachtigjarige Oorlog) en is het helemaal niet duidelijk of er toen nog veel havenactiviteit was.

Tijdens het Twaalfjarig Bestand werd er opnieuw bedijkt zodat de haven alweer moest verhuizen. De nieuwe dijken werden terug doorgestoken en waar de haven toen exact lag is niet geweten. Uiteindelijk komt die voor de Isabellasluis te liggen, maar onder Napoleon werd de sluis, en dus wellicht ook de haven, 500 meter noordwaarts verschoven.

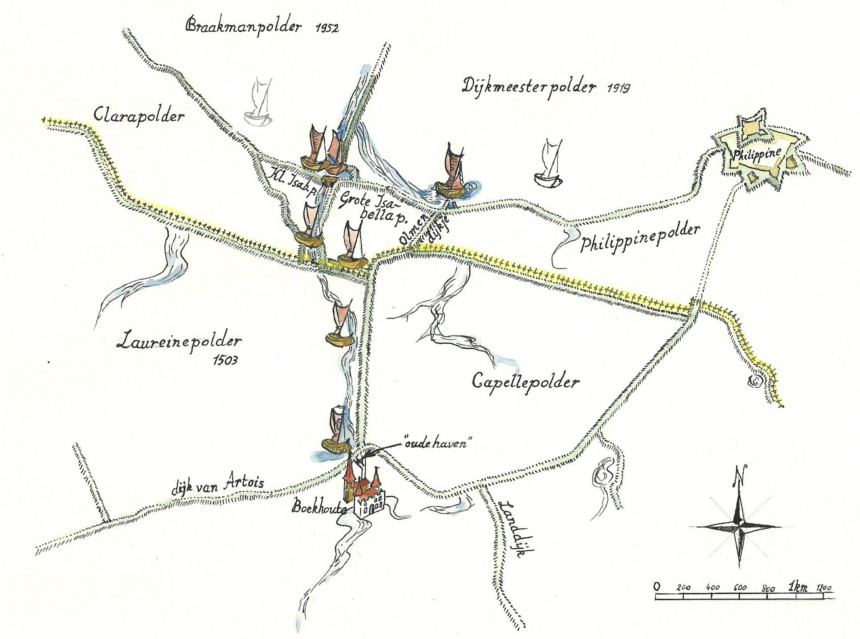
aanduiding van de verschillende plaatsen waar de haven gesitueerd was

Ergens in de negentiende eeuw kreeg de haven nogmaals een nieuwe locatie aan het zogenaamde 'Olmendijkje'. Deze buurtschap wordt in Nederland nog steeds Bouchauterhaven genoemd en hoort bij Philippine waar iets later eveneens een belangrijke vissershaven ontstaan is. Door de Belgische onafhankelijkheid kregen de Boekhoutse vissers, wiens aanlegplaats op Nederlands grondgebied lag, het niet bepaald makkelijk, maar toch werd deze nieuwe haven verder uitgebouwd.

## Tijdens de oorlog
De komst van de Eerste Wereldoorlog werd rampzalig voor de Boekhoutse vissers. Nederland bleef neutraal en de grens werd hermetisch afgesloten door middel van de zogenaamde dodendraad. De vissers konden hun schepen niet meer bereiken en uit noodzaak migreerden velen richting Zeebrugge. 
Direct na de oorlog werd de Dijkmeesterpolder ingedijkt en kregen de Boekhoutenaars een nieuwe haven, terug net voor de Isabellasluis. 
Reeds van in het begin had de nieuwe haven te kampen met snel dichtslibben van geul zodat constant moest gebaggerd worden. Tijdens de Tweede Wereldoorlog konden de vissers hun beroep verder uitoefenen, maar op het einde van de oorlog werd de sluis gesaboteerd zodat het dichtslibben nog problematischer werd.

## Einde
De verzanding van de Braakman was niet alleen een probleem voor de vissers, maar even zo voor de afwatering van het omliggende gebied. Door de Braakman geheel af te sluiten kon dit opgelost worden en ontstond een groot nieuw landbouwgebied. Op 30 juni 1952 werd dit plan uitgevoerd door middel van enkele gerecupereerd caissons van de geallieerden uit Arromanches. Daarmee kwam een eind aan bijna zes eeuwen haven van Boekhoute.

## Bou-8

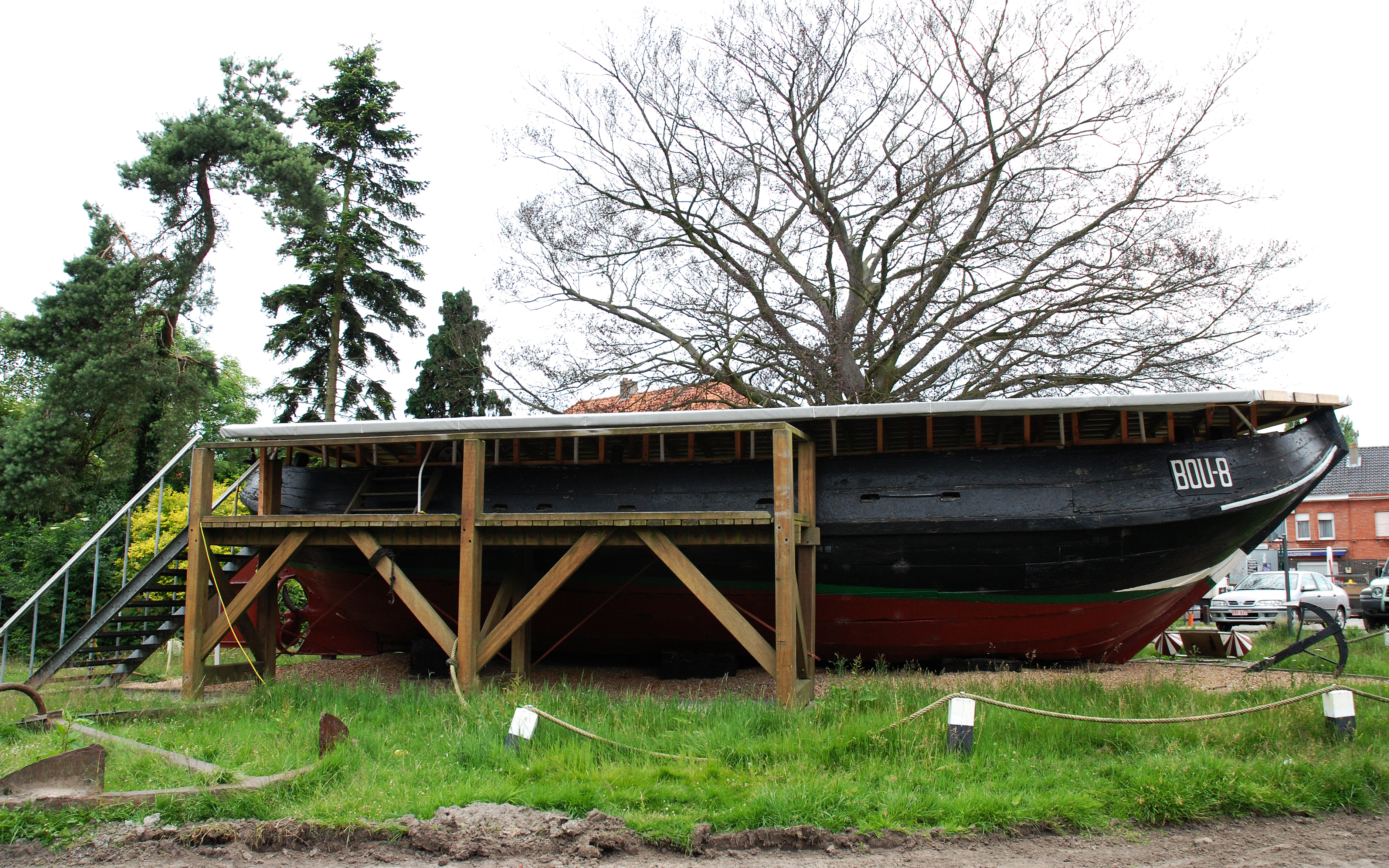
De Bou-8

Bij de kerk ligt een vissersboot, de Bou-8 die hier werd geplaatst om de herinnering aan het vissersverleden van het dorp levendig te houden.